# 米歇尔施塔特
米歇尔施塔特（德語：Michelstadt，發音：[ˈmɪçl̩ˌʃtat] ⓘ）是德国黑森州达姆施塔特行政区奥登林山县的城市，面积86.98平方千米，2023年12月31日人口为15,975人。

## 友好城市
- 法國 吕米伊
- 荷蘭 許爾斯特